# Phare de Nugget Point
Le phare de Nugget Point est un phare situé sur Nugget Point, dans la région d' Otago (île du Sud), en Nouvelle-Zélande.

## Histoire
Le  phare  a été construit de 1869 à 1870 et a été mis en service le 4 juillet 1870. La tour a été construite à partir de pierres extraites localement. L'appareil d'éclairage installé était arrivé en Nouvelle-Zélande sur le même navire que le concepteur de phare James Balfour en 1863 et était à l'origine destiné au phare du cap Saunders. Le projet sur la péninsule d'Otago ayant connu de nombreux retards, l'appareil d'éclairage a été utilisé à Nugget Point. Il est situé à 3 km au sud de Port Molyneux.
À l'origine, le phare était alimenté par un brûleur à mazout. En 1949, la lampe à huile a été remplacée par une lampe électrique de 1.000 W alimentée par un groupe électrogène diesel local. La génératrice a été remplacée, dans les années 1960, par une connexion au réseau électrique.
La lumière a été entièrement automatisée en 1989 et est maintenant surveillée et gérée depuis une salle de contrôle de la Maritime New Zealand (en) à Wellington. En 2006, la lumière d'origine a été remplacée par une balise LED, alimentée par le secteur et sauvegardée par une batterie.

## Description
Ce phare  est une tour cylindrique en pierre, avec une galerie et une lanterne  de 9,5 m de haut, attachée à un local technique d'un étage. Le phare est peint en blanc et le dôme de la lanterne est noire. Il émet, à une hauteur focale de 76 m, deux longs éclats blancs de 2 secondes par période de 12 secondes. Sa portée est de 10 milles nautiques (environ 19 km).
Identifiant : ARLHS : NZL-038 - Amirauté : K4380 - NGA : 5408 .

## Caractéristique dufeu maritime
Fréquence : 12 secondes (W)
- Lumière : 2 secondes
- Obscurité : 2 secondes
- Lumière : 2 secondes
- Obscurité : 6 secondes

|              |
| Nugget Point |

|          |
| Le phare |

### Lien connexe
- Liste des phares de Nouvelle-Zélande